# CompactPCI PlusIO
CompactPCI PlusIO — промышленный стандарт PICMG 2.30 для встраиваемых компьютерных систем, который стал переходным стандартом от спецификации PICMG 2.0 CompactPCI к CompactPCI Serial
Спецификация PICMG 2.30 CompactPCI PlusIO была принята 16 февраля 2009 года.

## Интерфейсы
Особенностью спецификации PICMG 2.30 CompactPCI PlusIO является поддержка интерфейсов PCI Express, Ethernet, SATA, SAS и USB с сохранением функциональной совместимости с 32-битной версией шины CompactPCI. Достигается это использованием прежнего разъема J1, обеспечившего функционирование 32-битного слота системы CompactPCI, и новой версии разъема J2, ранее слабо задействованного в 32-битных решениях для передачи сигналов ввода-вывода на тыльные модули (Rear I/O).
Разъем J2 типа UHM (ultra-hard metric) разработан компанией 3M и сконструирован таким образом, чтобы обеспечить совместимость со стандартными и широко используемыми 2-миллиметровыми (по интервалу посадочных гнезд на печатной плате) метрическими коннекторами IEC 61076-4-101. Разъем UHM-S110B3-5AP1-TG30 имеет 5 рядов по 22 контакта (итого 110 контактов).
Технология экранирования «виртуального коаксиального блока» от компании 3M сокращает перекрёстные помехи, что позволяет достигать скорости передачи данных через гнездовые соединители UHM до 7 Гб/с. Джиттер сигналов при скорости передачи данных 5 Гб/с не превышает 100 пс. Это создает условия для реализации на данной основе интерфейса PCI Express Gen.2..
Разъем PCIMG 2.30 поддерживает:
- 4 независимых дифференциальных линии PCI Express, конфигурируемых в 2 канала по 2 линии, 1 канал из 4 линий или 4 канала по одной линии;
- 4 интерфейса SATA/SAS, соответствующего спецификации SFF-8485;
- 4 шины USB 2.0;
- 2 интерфейса Ethernet 1000Base-T (ETH).

Такой ассортимент интерфейсов позволяет системному слоту поддерживать подключение, например, четырех периферийных плат CompactPCI Express типа 2.
При этом в режиме передачи данных по одному каналу из четырех линий PCI Express второго поколения может быть гарантирована скорость передачи около 800 Мбайт/с, что в 8 раз больше, чем по 32-битному параллельному интерфейсу разъема J1, функционирующему на тактовой частоте шины PCI 33 МГц.
Спецификацией на разъем предусмотрена максимальная токовая нагрузка на контактную пару 1 А при температуре +70 град. С. Рабочий диапазон температур — 55 — +125 град. С.